# 新月擬花鮨
新月擬花鮨，又稱新月擬花鱸，為輻鰭魚綱鱸形目鱸亞目鮨科的其中一種，分布於印度西太平洋區，包括紅海、索馬利亞、模里西斯及印尼等海域，棲息深度41-72公尺，體長可達8公分，生活在礁石區，為底棲性魚類，屬肉食性，生活習性不明。

## 擴展閱讀
維基物種上的相關：新月擬花鮨